# Vuelo 402 de TAM Linhas Aéreas
El vuelo 402 de TAM Transportes Aéreos Regionais era un vuelo nacional regular del Aeropuerto Internacional de Congonhas/São Paulo en São Paulo, Brasil al Aeropuerto Santos Dumont en Río de Janeiro el 31 de octubre de 1996, a las 08:27. El Fokker 100 que operaba la ruta sufrió un despliegue incontrolado del inversor de empuje del motor derecho durante el ascenso, haciendo que entrara en pérdida y se escorara hacia la derecha impactando contra un edificio y estrellándose en un área muy poblada a tan solo 24 segundos después del despegue, matando a las 96 personas que iban a bordo así como a 3 que estaban en tierra. Es el cuarto peor accidente aéreo en la historia de Brasil y el segundo durante su época. También es el accidente de aviación más mortal que involucra a un Fokker 100.

## Aeronave
El avión en cuestión un Fokker 100, con registro PT-MRK, llevaba una librea especial promocional de TAM Transportes Aéreos Regionais - "Número 1" en ese momento en lugar de la librea normal de TAM.  La aeronave fue adquirida por TAM en abril de 1995. El avión realizó su primer vuelo el 8 de febrero de 1993 y había acumulado más de 8.000 horas de vuelo.
Ese día, el avión y su tripulación provenían del Aeropuerto Campo dos Bugres localizado Caxias do Sul.

### Tripulación
La tripulación encargada de llevar a cabo la ruta Sao Paulo-Río de Janeiro era el capitán de 35 años de edad, José Antonio Moreno y el primer oficial, Ricardo Luiz Gomes Martins de 27 años y cuatro asistentes de vuelo: Flávia Fuzetti Fernandes, Janaína dos Santos, Marcelo Binoto y  Marecelli Carneiro. El capitán tenía más de nueve mil horas de vuelo, de las cuales tres mil eran en el Fokker 100.

## Secuencia de eventos

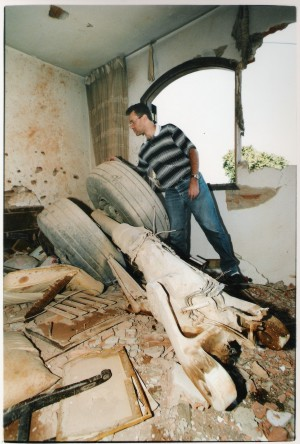
Tren de aterrizaje en el interior de una casa.

A las 08:25 la tripulación recibió la autorización para el despegue por la pista 17R. El viento era 060 grados. Durante la aceleración para despegar, las válvulas reguladoras fallan a las 08:26. Diez segundos después se escucha un segundo pitido. El capitán entonces advirtió "EO autothrottle tá fora" (el acelerador automático está apagado) y el primer oficial ajustó manualmente el acelerador informando al capitán "empuje comprobado", lo que confirma que la potencia de despegue se había ajustado y verificado. A las 08:26:19 acelera a través de 80 nudos, el primer oficial indica "V uno" a las 8:26:32 y dos segundos más tarde, el avión se elevó del suelo a una velocidad de 131 nudos.
A las 08:26:36 el indicador tierra/aire pasó de "tierra" a "aire". La velocidad del aire era de 136 nudos y el avión ascendía con un ángulo 10 grados. La potencia del motor 2 paso de 1.69 a 1.34 indicando una pérdida de energía. Lo que realmente había sucedido era que el reversor del motor 2 se había desplegado. Un testigo ocular confirmó haber visto al menos dos ciclos completos de apertura y cierre de los cubos de inversión de empuje durante el vuelo corto.
La pérdida de potencia de ese lado provocó que el avión comenzara a inclinarse a la derecha, el capitán aplica movimientos con el timón y los alerones hacia la izquierda para contrarrestar el movimiento. El primer oficial volvió acelerar, pero las palancas de velocidad volvieron a su posición de reposo, haciendo que la potencia del motor 1 cayera a 1,33 y el motor 2 a 1,13. Obviamente no eran conscientes del mal funcionamiento, los dos miembros de la tripulación a continuación, en vano obligaron a las palancas de empuje acelerar de nuevo. A las 08:26:44 ordenó el acelerador automático. Un segundo después la palanca de aceleración del motor 2 se mantuvo en reposo por dos segundos, la velocidad se redujo a 126 nudos. A las 08:26:48 el primer oficial anunció que había desactivado los aceleradores automáticos y luego volvió a dejar la palanca de empuje número 2 hacia adelante en aceleración. Ambos motores ahora alcanzaron 1,72 EPR.
Con el inversor de empuje desplegado, esta maniobra hizo que la disminución de la velocidad aerodinámica cayera más rápido, a los 2 nudos por segundo. A las 08:26:56 los mandos comenzaron a vibrar indicando una inminente entrada en pérdida. El avión se inclinó 39 grados hacia la derecha y el sistema de alerta de proximidad al suelo se activó.

## Impacto

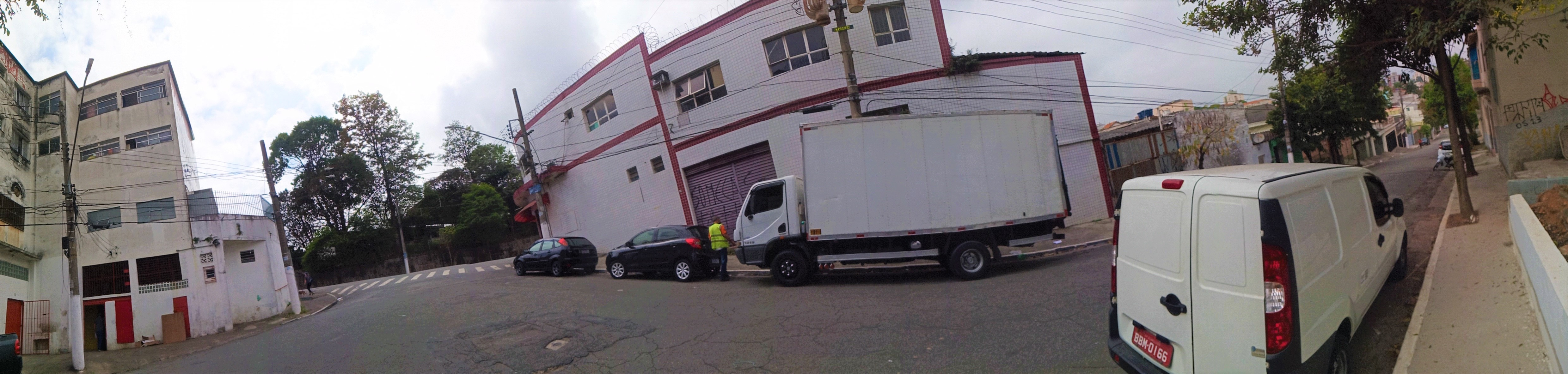
Fotografía panorámica del punto de impacto en 2021: a la izquierda, el edificio donde el Fokker 100 se chocó antes de la caída. A la derecha, por el otro lado de la calle, se puede ver las casas que fueron reconstruidas en el punto donde se cayó el avión.

El Fokker 100 chocó primero con un edificio de dos pisos y luego con uno de tres, a continuación el ala derecha arranca el techo de una casa matando a Mason Tadao Funada. El avión voló unos metros más para luego estrellarse finalmente en una calle.
La aeronave destruyó ocho casas en la calle Luis Orsini de Castro matando a dos personas: al profesor universitario Marcos Antonio Oliveira y a su hermano, Dirceu Geraldo Barbosa.
El hecho de que la región está habitada principalmente por trabajadores de industria y comercio y el accidente se produjo después de las 8:00 a. m. de la mañana hizo que el número de víctimas en tierra fuera bajo, ya que la mayoría de las casas estaban vacías.

## Identificación de los cuerpos
Los bomberos pudieron sacar cuerpos de los restos humeantes y a simple vista eran irreconocibles, teniendo los familiares de las víctimas una gran dificultad para reconocer a sus seres queridos, en cuatro de los casos fueron necesarios para su identificación muestras de ADN.
Casi todos los pasajeros tuvieron, como causa principal de la muerte, la ruptura de la columna vertebral debido al impacto a unos 300 km/h y el desplazamiento por la calle en la cual avión cayó.

## Investigación

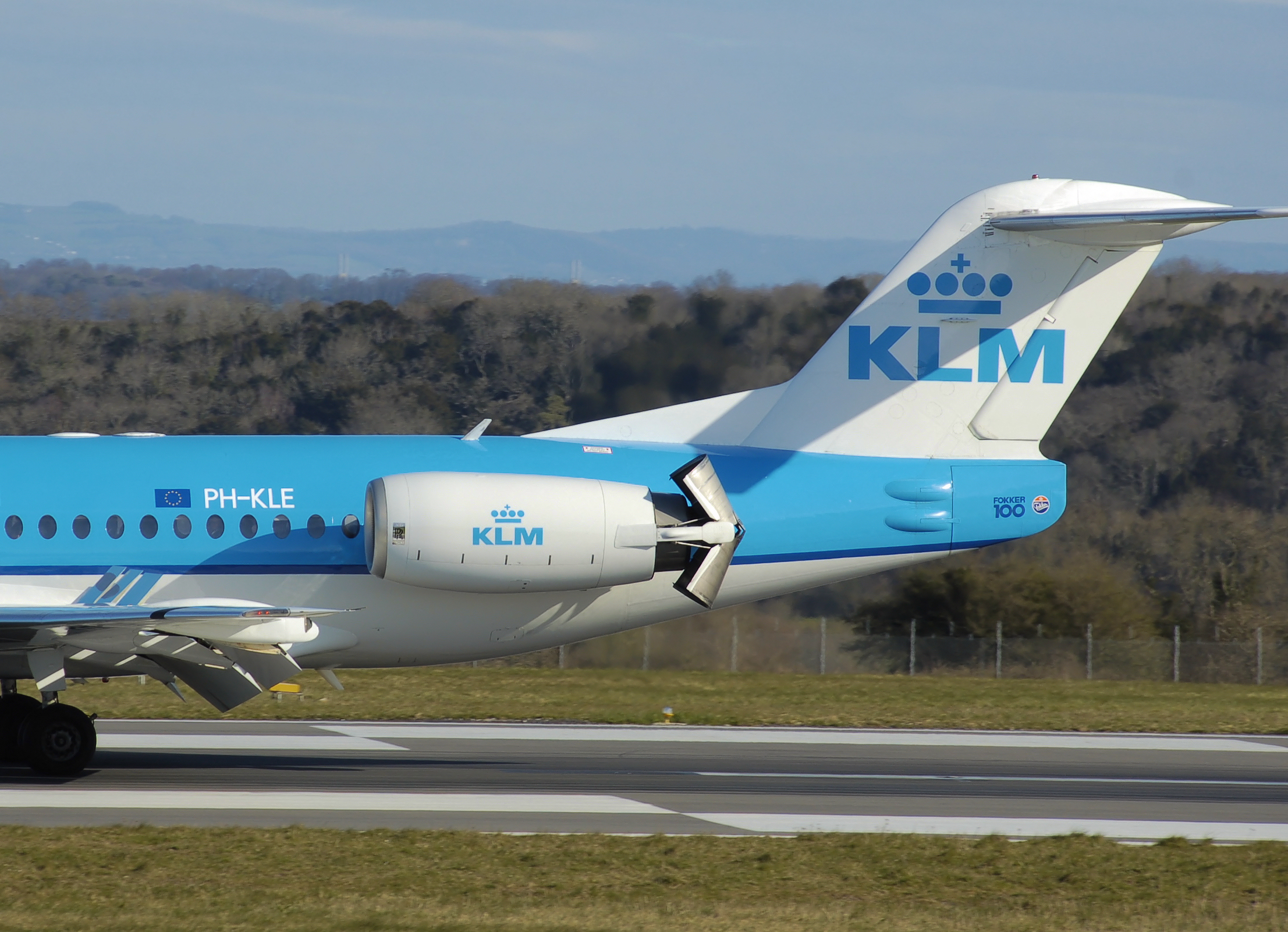
Rolls-Royce Tay 650-15 en un Fokker 100 de tipo similar a la aeronave accidentada, con inversor de empuje accionado.

La causa de la tragedia del vuelo 402 fue el despliegue no intencionado del inversor de empuje del motor 2 durante el despegue. Un factor muy contribuyente al accidente fue el accionar de la tripulación con respecto a no conocer el problema que sufría el motor. Al no tener conocimiento de esto ya que nunca fueron entrenados para este clase de problemas (debido a que Fokker, fabricante del aparato, afirmó que el despliegue en pleno vuelo de un F100 era imposible y que no era necesario entrenar a las tripulaciones para este caso de problemas).
El primer oficial aceleró nuevamente el motor 2 aunque ya el mecanismo de seguridad en caso de un despliegue de inversor se había activado. Este mecanismo consiste en desacelerar automáticamente el motor afectado. Pero la tripulación de este vuelo no sabía de esta ayuda, el primer oficial movió nuevamente la palanca de empuje número 2 hacia adelante, el mecanismo reaccionó a esto dejando la palanca en modo de reposo en dos oportunidades. En el tercer intento del primer oficial por conseguir potencia del lado derecho, sostuvo el acelerador hacia adelante mientras que el acelerador automático desaceleraba, esto provocó una gran presión en los cables que unen el acelerador con el motor. Al pasar los límites para los cuales fueron diseñados se rompen dejando al motor 2 a potencia máxima provocando una simetría irregular en la trayectoria del avión.  
En los simuladores de TAM, 58 de sus mejores pilotos fueron puestos a prueba con la misma condición en la que la tripulación del vuelo 402 tuvo que lidiar. Increíblemente todos (sin excepción) terminaron estrellando el avión por no confiar en el mecanismo de seguridad, acelerando el motor.

## Filmografía
Este accidente fue presentado en el programa de televisión canadiense Mayday: catástrofes aéreas titulado "Masacre en Sao Paulo", transmitido en National Geographic Channel.
También fue presentado en el primer episodio de la serie Catástrofes Aéreas: Latinoamérica, bajo el título "TAM 402" transmitido por Discovery Channel debido a que la serie en cuestión fue creada en Brasil con la ayuda de Discovery Networks Latin America.